# Coppa del Brasile 2021 (pallavolo maschile)
La Coppa del Brasile 2021 si è svolta dal 13 gennaio al 12 febbraio 2021: al torneo hanno partecipato otto squadre di club brasiliane e la vittoria finale è andata per la sesta volta al Sada.

## Regolamento

### Formula
Le squadre hanno disputato quarti di finale in gara unica, accoppiate col metodo della serpentina e in casa delle quattro formazioni meglio classificate al termine del girone di andata di Superliga Série A 2020-21; le formazioni vincenti hanno poi disputato una final-4, con semifinali e finale in gara unica.

### Criteri di classifica
Se il risultato finale è stato di 3-0 o 3-1 sono stati assegnati 3 punti alla squadra vincente e 0 a quella sconfitta, se il risultato finale è stato di 3-2 sono stati assegnati 2 punti alla squadra vincente e 1 a quella sconfitta.
Per determinare la classifica dalla 5ª all'8ª posizione e dalla 3ª alla 4ª posizione, si tiene conto del numero di punti ottenuto rispettivamente dalle quattro formazioni eliminate ai quarti di finale e dalle due formazioni eliminate nelle semifinali durante la fase di qualificazione (i quarti di finale). In caso di parità, l'ordine del posizionamento in classifica è stato definito in base all'indice tecnico, i cui criteri sono:
- Punti;
- Ratio dei set vinti/persi;
- Ratio dei punti realizzati/subiti.
- Scontro diretto;
- Sorteggio[2].

In caso di walkover, la formazione qualificata al turno successivo è considerata vincitrice per 3-0 (25-0, 25-0, 25-0).

## Squadre partecipanti
| Squadra           | Qualificazione                                      |
| ----------------- | --------------------------------------------------- |
| Academia do Vôlei | 5ª al girone di andata di Superliga Série A 2020-21 |
| AEESB             | 8ª al girone di andata di Superliga Série A 2020-21 |
| APAN              | 7ª al girone di andata di Superliga Série A 2020-21 |
| BVC               | 3ª al girone di andata di Superliga Série A 2020-21 |
| Funvic            | 2ª al girone di andata di Superliga Série A 2020-21 |
| Itapetininga      | 6ª al girone di andata di Superliga Série A 2020-21 |
| Minas             | 4ª al girone di andata di Superliga Série A 2020-21 |
| Sada              | 1ª al girone di andata di Superliga Série A 2020-21 |

## Torneo

### Tabellone
|  | Quarti di finale | Quarti di finale  | Quarti di finale |  |   | Semifinali | Semifinali | Semifinali |  |   | Finale | Finale | Finale |
|  |                  |                   |                  |  |   |            |            |            |  |   |        |        |        |
|  | 1                | Sada              | 3                |  |   |            |            |            |  |   |        |        |        |
|  | 1                | Sada              | 3                |  |   |            |            |            |  |   |        |        |        |
|  | 8                | AEESB             | 0                |  |   |            |            |            |  |   |        |        |        |
|  | 8                | AEESB             | 0                |  | 1 | Sada       | 3          |            |  |   |        |        |        |
|  |                  |                   |                  |  | 1 | Sada       | 3          |            |  |   |        |        |        |
|  |                  |                   |                  |  |   | 4          | Minas      | 0          |  |   |        |        |        |
|  | 4                | Minas             | 3                |  |   | 4          | Minas      | 0          |  |   |        |        |        |
|  | 4                | Minas             | 3                |  |   |            |            |            |  |   |        |        |        |
|  | 5                | Academia do Vôlei | 0                |  |   |            |            |            |  |   |        |        |        |
|  | 5                | Academia do Vôlei | 0                |  |   |            |            |            |  | 1 | Sada   | 3      |        |
|  |                  |                   |                  |  |   |            |            |            |  | 1 | Sada   | 3      |        |
|  |                  |                   |                  |  |   |            |            |            |  |   | 2      | Funvic | 2      |
|  | 2                | Funvic            | 3                |  |   |            |            |            |  |   | 2      | Funvic | 2      |
|  | 2                | Funvic            | 3                |  |   |            |            |            |  |   |        |        |        |
|  | 7                | APAN              | 0                |  |   |            |            |            |  |   |        |        |        |
|  | 7                | APAN              | 0                |  | 2 | Funvic     | 3          |            |  |   |        |        |        |
|  |                  |                   |                  |  | 2 | Funvic     | 3          |            |  |   |        |        |        |
|  |                  |                   |                  |  |   | 3          | BVC        | 2          |  |   |        |        |        |
|  | 3                | BVC               | 3                |  |   | 3          | BVC        | 2          |  |   |        |        |        |
|  | 3                | BVC               | 3                |  |   |            |            |            |  |   |        |        |        |
|  | 6                | Itapetininga      | 2                |  |   |            |            |            |  |   |        |        |        |
|  | 6                | Itapetininga      | 2                |  |   |            |            |            |  |   |        |        |        |

### Risultati

#### Quarti di finale
| 13 gennaio 2021 Arena Juscelino Kubitschek, Belo Horizonte Durata: ? - Spettatori: ? | Minas  | 3 - 1 | Academia do Vôlei | 25-18, 25-15, 22-25, 25-22        |
| 13 gennaio 2021 Ginásio Alberto Pereira, Campinas Durata: ? - Spettatori: ?          | BVC    | 3 - 2 | Itapetininga      | 22-25, 18-25, 25-22, 27-25, 15-12 |
| 15 gennaio 2021 Ginásio do Abaeté, Taubaté Durata: ? - Spettatori: ?                 | Funvic | 3 - 0 | APAN              | 25-15, 25-23, 25-21               |
| 20 gennaio 2021 Ginásio Poliesportivo do Riacho, Contagem Durata: ? - Spettatori: ?  | Sada   | 3 - 0 | AEESB             | 25-16, 25-19, 25-21               |

#### Semifinali
| 11 febbraio 2021 CDV, Saquarema Durata: ? - Spettatori: ? | Funvic | 3 - 2 | BVC   | 26-24, 25-21, 21-25, 25-27, 15-12 |
| 11 febbraio 2021 CDV, Saquarema Durata: ? - Spettatori: ? | Sada   | 3 - 0 | Minas | 25-19, 25-18, 25-23               |

#### Finale
| 12 febbraio 2021 CDV, Saquarema Durata: ? - Spettatori: ? | Sada | 3 - 2 | Funvic | 25-23, 31-29, 18-25, 27-29, 15-13 |

## Classifica finale
| Pos | Squadre           |
| --- | ----------------- |
| 1   | Sada              |
| 2   | Funvic            |
| 3   | BVC               |
| 4   | Minas             |
| 5   | Itapetininga      |
| 6   | Academia do Vôlei |
| 7   | APAN              |
| 8   | AEESB             |